# .sv
.sv è il dominio di primo livello nazionale assegnato a El Salvador.